# طريق هضبة الجلالة
طريق هضبة الجلالة أو طريق الجلالة - الغردقة طريق سريع وأحد الطرق الرئيسية داخل محافظة السويس في جمهورية مصر العربية، وهو الطريق الجديد المؤدي إلى مدينتي الجلالة والغردقة، وهو الطريق التبادلي والموازي لطريق العين السخنة - الغردقة بطول 82 كم، وتديره الشركة الوطنية لإنشاء وتنمية الطرق، وافتتح في 2018، تبلغ سعة الطريق في الاتجاه الواحد ثلاثة حارات مرورية، ويمر الطريق أعلى هضبة الجلالة، ويبدأ في التصاعد حتى قمة الهضبة بارتفاع ٧٧٠ متر من مستوى سطح البحر، ويتميز بوجود سدود توجيه وإعاقة ومخرات سيول على جانبي الطريق حتى تنقل مياه السيول من اتجاه الجبل إلى البحر الأحمر. ويبدأ الطريق شمالاً من التقاطع مع طريق القاهرة - العين السخنة ويمتد جنوباً حتى التقاطع مع طريق بني سويف - الزعفرانة، ويمر الطريق على مدينة الجلالة وهي مدينة سياحية مقامة على مساحة 17 ألف فدان.